# Sparganium glomeratum
Sparganium glomeratum — вид рослин родини Рогозові (Typhaceae), поширений у Євразії від східної та північної Європи до Китаю і Японії, а також на півдні Канади й на півночі США.

## Опис

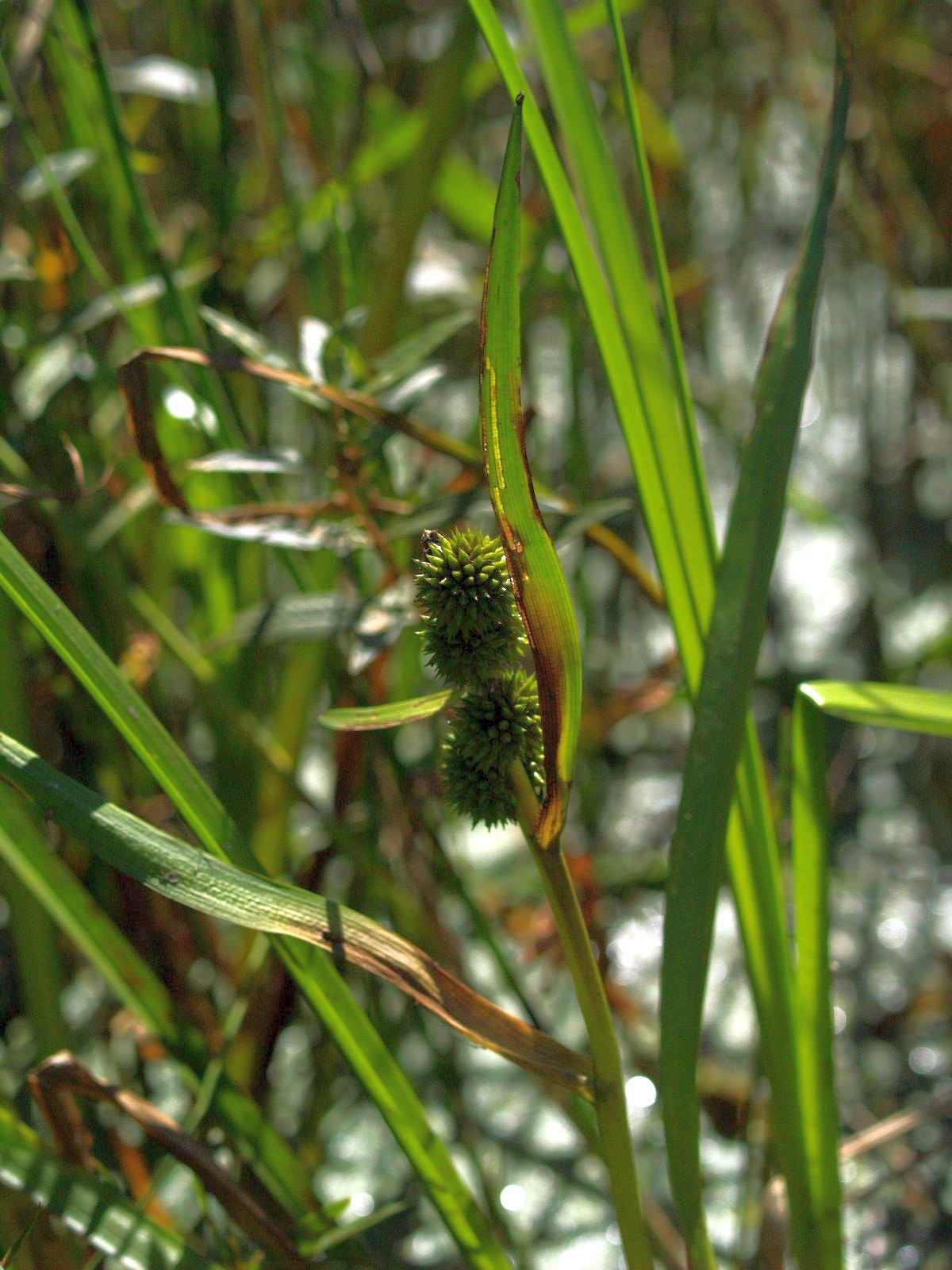

Багаторічна рослина з прямостійним стеблом. Листки широкі, довші за стебла, з нижньої сторони з крилатим гострим кілем. Суцвіття просте, з 3–6 жіночими і зазвичай 1 (рідше 2) чоловічою голівкою. Жіночі голівки зазвичай сидячі, зближені, догори скупчені, рідко нижня на ніжці й відсунута від інших. Чоловіча голівка зазвичай прилягає до верхньої жіночої. Пиляки дуже дрібні, завдовжки 0.5–0.75 мм, рильце коротке, завдовжки 0.5-0.75 мм. Плід з перетяжкою нижче середини, довгасто-еліптичний, поступово звужений в короткий носик, на ніжці.

## Поширення
Поширений у Євразії від східної та північної Європи до Китаю і Японії, а також на півдні Канади й на півночі США.
Зростає на болотах, берегах річок, озер.